# Сепока
Сепока (рум. Săpoca) — село у повіті Бузеу в Румунії. Адміністративний центр комуни Сепока.
Село розташоване на відстані 102 км на північний схід від Бухареста, 11 км на північний захід від Бузеу, 102 км на захід від Галаца, 100 км на південний схід від Брашова.

## Населення
За даними перепису населення 2002 року у селі проживала 1681 особа, з них 1677 осіб (99,8%) румунів. Рідною мовою 1677 осіб (99,8%) назвали румунську.